# Thomas Werner
Thomas Werner – angielski szlachcic, prekursor angielskiej kolonizacji na Morzu Karaibskim, korsarz.

## Życiorys
Sir Thomas Werner był wraz z Robertem Rich lordem Warwick (1587–1658) założycielem Company of Gentelmen of the City of London to explore the Amazon mającą na celu organizowanie wypraw do Ameryki Południowej. Kampania zorganizowała tylko jedna taką wyprawę w 1604 roku pod dowództwem kpt. Rogera Northa i przy udziale Wernera. Po powrocie z wyprawy, po proteście korony hiszpańskiej, North został osadzony w Tower. Sir Werner w 1604 roku zorganizował wyprawę na Karaiby, gdzie osiadł na Saint Kitts. W 1627 roku zawarł umowę z założycielem francuskiego bractwa kupiecko-pirackiego Pierre’em Belainem d’Esnambucem, na mocy której wyspa została podzielona po połowie pomiędzy bractwami. Na Morzu Karaibskim Sir Werner trudnił się piractwem i nielegalnym handlem tytoniu. Corocznie do Londynu sprzedawany był tytoń za kwotę 12 tys. funtów szterlingów. 

Po uzyskaniu tytułu szlacheckiego i namiestnika króla Anglii na Morzu Karaibskim, Sir Thomas Werner w 1628 roku zdobył wyspy Nevis i Barbudę. W 1632 podporządkował sobie wyspy Montserrat i Antigua a w 1638 Santa Lucia.
Grób Sir Wernera do dziś znajduje się na wzgórzu St. Kitts. Z tej wyspy rozprzestrzeniła się kolonizacja Wysp Karaibskich. W 1627 roku gubernatorem Barbadosu został Francis Willoughby, a w 1655 roku Sir William Penn zdobył Jamajkę.